# Морачевський Юрій Вацлавович

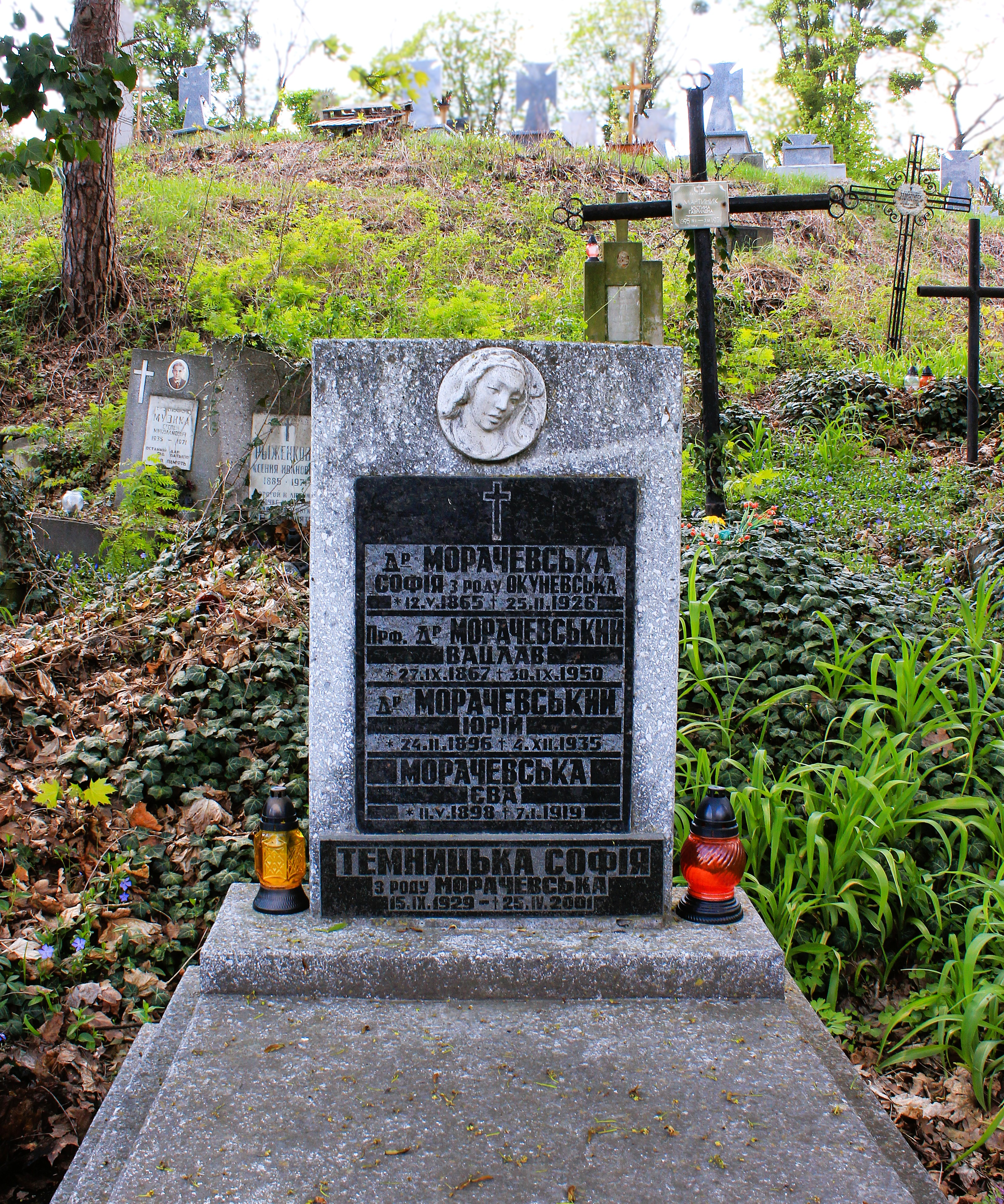
Надгробок на могилі родини Морачевських.

Юрій Вацлавович Морачевський (4 лютого 1896, м. Цюрих, Швейцарія — 14 грудня 1935, м. Відень) — український поет, критик. Син Вацлава Морачевського та Софії Окуневської-Морачевської, чоловік Марії Кромпець-Морачевської, батько Софії Морачевської-Темницької.

## Життєпис
Юрій Морачевський народився 4 лютого 1896 року в місті Цюриху.
Вільний слухач Цюрихського університету, опанував 10 мов. 1923 року закінчив Львівський університет. Маючи юридичну освіту, Морачевський працював львівським суддею, був членом окружного суду.
Мав науковий ступінь доктора класичної філології. У 1920—1930-х роках Морачевський був самобутньою і колоритною особистістю українського Львова. За національністю вважав себе українцем, попри те що належав до римсько-католицького обряду: свого часу митрополит Андрей Шептицький запитував Морачевського, чому вирішив бути українцем, він відповів: «Якби поляки були в такому становищі, в якому є українці, я став би поляком».
Помер 14 грудня 1935 року у місті Відні. Похований на 36 полі Личаківського цвинтаря у Львові.

## Доробок
Автор кількох публікацій, присвячених історії чеського права. 
Окремі праці написав для Василя Стефаника, з його родиною мав дружні стосунки. Зокрема для останнього 1928 року видав рецензію на його збірку «Твори», а 1931 року в заґребській газеті «Morgenblatt» надрукована стаття «Василь Стефаник: до 60-річчя з дня народження українського поета» спільно з німецьким перекладом Морачевського новели «Вона — земля» авторства Василя Стефаника. 1932 року в літературно-критичній розвідці «Скарб нашої мови», Морачевський розкриває унікальність таланту Василя Стефаника як новеліста (останні дві праці надруковані в книжці «Василь Стефаник у критиці та спогадах», виданої 1970 року). Також відомо, що Морачевський мав мистецтвознавчі публікації, зокрема про Олексу Новаківського, про «незвичайно гарні» вітражі Петра Холодного та інші.
1935 року видав ліричну збірку «Парерга», до якої помістив вірші, написані українською, німецькою, французькою та італійською мовами. Чільне місце творчого доробку Морачевського займає епістолярія, яка простежується в листуванні з Василем Стефаником, Ольгою Кобилянською та іншими. Василь Стефаник назвав Морачевського «найвищою постаттю серед українських патріотів» і написав на його честь новели «Мамин синок», «Санчата» та «Про хлопчика, що його весна вбила». 1983 року Юрій Клинович (Юрій Стефаник) видав про Морачевського книгу «Юрій Морачевський, його батьки, його приятель».